# Parahyliota alticolus
Parahyliota alticolus is een keversoort uit de familie spitshalskevers (Silvanidae). De wetenschappelijke naam van de soort werd in 1985 gepubliceerd door Pal, Sen Gupta & Crowson.